# Windows NT Server 4.0 Enterprise Edition
A Microsoft Windows NT Server 4.0 Enterprise Edition ("Wolfpack") a Microsoft Corporation által létrehozott Windows NT termékcsalád Windows NT Server 4.0 bővített 1997-ben kiadott verziója. A terméket a Microsoft kifejezetten nagyvállalati kiszolgálónak szánta.
Az Enterprise Edition verziónak legnagyobb újdonsága a Microsoft Cluster Server (MSCS). Ez gyakorlatban 2 külön szerveren fut (cluster a 2 szervert együttest jelenti) és bármelyik szerver kiesése (meghibásodása) esetén minden szolgáltatás és program tovább fut a másik szerveren. Ezzel a módszerrel igen nagy rendelkezésre állást lehet biztosítani, mert amíg az egyik szerveren karbantartást végeznek (leállítják) a másikon teljes funkcionalitással tovább fut minden program és szolgáltatás. Az MSCS képes a terhelés dinamikus elosztására és bizonyos adat hibák kiküszöbölésére is. Az erőforrások elosztásáért és felügyeletéért egy a mindkét szerveren futó cluster service szolgáltatás felel.

## Terminal Server
A Microsoft Windows NT Server 4.0 Terminal Server ("Hydra") Microsoft Corporation által létrehozott Windows NT termékcsalád Windows NT Server 4.0 bővített 1998 júniusában kiadott verziója. A terméket a Microsoft kifejezetten nagyvállalati kiszolgálónak szánta.

## Leírás
A Windows NT Server 4.0 Enterprise Edition a következőkben változott az előd Windows NT Server 4.0 verzióhoz képest.
- Bevezetésre került a Microsoft Cluster Server (MSCS). (Cluster Server maximálisan két állomásból állhat.)
- Bevezetésre került a Clustering Microsoft Transaction Server (MTS) automatizált tranzakció menedzsment.
- Bevezetésre került a Clustering Microsoft Message Queue Server (MSMQ)
- Bevezetésre került a Internet Information Server (IIS) Version 3.0
- Bevezetésre került a FrontPage 97

A Windows NT Server 4.0 Terminal Server a következőkben változott az előd Windows NT Server 4.0 verzióhoz képest.
- Terminal Services
- Remote Desktop Services

## Futtató környezet
A kiszolgáló (Server) támogatja az Intel x86 és RISC, Alpha, PowerPC architektúrát egyaránt. A rendszer felépítése mikro-kernel alapú, ami támogatja a maximum 8 processzort, 2 GB fizikai és 4 GB virtuális memóriát. Gyártótól és architektúrától (RISC, Alpha, PowerPC) függően támogatott a maximum 32 processzor. Futtathatóvá teszi a 16 bites és 32 bites alkalmazásokat.
| Minimális rendszer követelmény     | Minimális rendszer követelmény | Minimális rendszer követelmény | Minimális rendszer követelmény | Ajánlott rendszer követelmény |
|                                    | Intel x86                      | RISC                           | Alpha                          | Intel x86                     |
| ---------------------------------- | ------------------------------ | ------------------------------ | ------------------------------ | ----------------------------- |
| Processzor                         | Intel Pentium 133 MHz          | R4000                          | Alpha AXP                      | Intel Pentium Pro 133 MHz     |
| Memória                            | 32 MB                          | 32 MB                          | 32 MB                          | 256 MB                        |
| Videókártya                        | VGA                            | VGA                            | VGA                            | SVGA                          |
| Szabad lemezterület a merevlemezen | 250 MB                         | 160 MB                         | 160 MB                         | 500 MB (NTFS esetén)          |
| CD-ROM                             | IDE, EIDE, SCSI                | SCSI                           | SCSI                           | IDE, EIDE, SCSI               |

## Javítócsomagok
| NT Server 4.0 Enterprise Edition | NT Server 4.0 Enterprise Edition | NT Server 4.0 Terminal Server | NT Server 4.0 Terminal Server |
| Javítócsomag                     | Kiadás dátuma                    | Javítócsomag                  | Kiadás dátuma                 |
| -------------------------------- | -------------------------------- | ----------------------------- | ----------------------------- |
| Alap NT 4.0 kiadás (SP3)         | 1997. szeptember 1.              | Alap NT 4.0 kiadás (SP3)      | 1998. Június                  |
| Service Pack 4 (SP4)             | 1998. október 15.                | Service Pack 4 (SP4)          | 1998. október 15.             |
| Service Pack 5 (SP5)             | 1999. május 4.                   | Service Pack 5 (SP5)          | 1999. május 4.                |
| Service Pack 6 (SP6)             | 1999. november 22.               | Service Pack 6 (SP6)          | 1999. november 22.            |
| Service Pack 6a (SP6a)           | 1999. november 30.               | Service Pack 6a (SP6a)        | 1999. november 30.            |

## További
- GUIdebook: Windows NT 4.0 screenshot galéria